# Zeleni Bosne i Hercegovine
Zeleni Bosne i Hercegovine (Zeleni Bosne i Herzegovine; BiH) je ekološka politička stranka.

## Povijest
Stranka je osnovana 2004.
Zeleni također teže da ojačaju svoje veze s drugim strankama zelenih kao što su Europski zeleni i NGO u Bosni i Hercegovini kao i s pokretom za svjetski mir, pokretom žena, pokretom mladih i studenata, okolnim organizacijama i radničkim savezima.

## Ideologija
Stranka prati sljedeća načela:
- stvaranje demokratske, nezavisne i suverene Bosne i Hercegovine;
- zaštita ljudskih prava i političke slobode;
- jačanje lokalne i regionalne vlasti;
- ulazak Bosne i Hercegovine u Europsku uniju
- slobodna trgovina
- zaštita razvoja
- uspostavljanje ekoloških standarda za produkciju

## Također pogledajte
- Popis političkih stranaka u BiH

## Vajnske poveznice
- Službena web stranica  Arhivirana inačica izvorne stranice od 12. rujna 2017. (Wayback Machine)